# Zhang Jie (schermidore)
Zhang Jie (张杰S, Zhāng JiéP; 8 gennaio 1978) è uno schermidore cinese, vincitore di una medaglia d'argento ai campionati mondiali di scherma.